# Починок, Игорь Мирославович
Игорь Мирославович Починок (род. 25 марта 1949 года в Купчинцах) — советский и украинский лыжник, биатлонист и тренер по биатлону. Заслуженный тренер УССР (1983) по биатлону. Судья международной категории (1999). Заслуженный работник физической культуры и спорта Украины (2002).

## Биография
Родился 25 марта 1949 в селе Купчинцы.
Учился в тернопольской СОШ № 6. В школьные годы увлекался классической и греко-римской борьбой, с чем планировал связать свою дальнейшую жизнь; воплотиться планам помешала травма. Продолжил обучение в Кременецком педагогическом институте (отделение физического воспитания). Перевёлся в Тернопольский государственный педагогический институт, который окончил в 1972 году (факультет физического воспитания). Мастер спорта по лыжным гонкам (1972) и биатлону (1977).
С 1992 года — главный тренер женской сборной Украины по биатлону. В 2002 году — главный тренер паралимпийской сборной Украины на Паралимпиаде в Солт-Лейк-Сити (воспитанники завоевали 12 медалей).
Подготовил четыре заслуженных мастера спорта Украины, десять мастеров спорта международного класса, 30 мастеров спорта Украины. Среди воспитанников, в частности, Тарас Долный, Елена Пидгрушная, Дмитрий Пидручный, Анастасия Меркушина и другие.
Работал тренером в физкультурно-спортивном обществе «Колос», старшим тренером Тернопольской областной ДЮСШ по биатлону, тренером молодёжной сборной Украины по биатлону.